# Флиге, Ирина Анатольевна
Ирина Анатольевна Флиге (урождённая Фёдорова, в 1981—1999 гг. — Резникова; 25 января 1960 года, Ленинград) — советская и российская правозащитница, исследовательница истории репрессий, многолетний директор НИЦ «Мемориал» в Санкт-Петербурге (с 2002 года).

## Биография
Ирина Флиге родилась 25 января 1960 года в Ленинграде. После окончания школы в 1977 году поступила на математико-механический факультет ЛГУ, который оставила через год, когда поступила в Кораблестроительный институт, но где к занятиям не приступила. В 1976—1979 годах была участницей молодёжной марксистской группы «Левая оппозиция». В 1978 году Ирина познакомилась с Вениамином Иофе.
В 1978 году она вышла замуж за диссидента Андрея Резникова. В 1981 году, будучи беременной вторым ребёнком, Ирина Флиге поступила на географический факультет ЛГУ. Ирина Флиге окончила университет в 1988 году, будучи вынужденной брать два академических отпуска, формально по уходу за своим четвертым и пятым ребёнком, но фактически из-за отказа ей в связи с многодетностью в распределении на работу.
Многие её близкие и знакомые были диссидентами, которые в разное время были репрессированы: её муж, близкая подруга Ирина Цуркова с мужем Аркадием, Валерий Ронкин, Сергей Хахаев, Александр Скобов.
С середины 1980-х годов Ирина Флиге и Вениамин Иофе пытались найти места захоронения расстрелянных в конце 1937 года заключенных Соловецкого лагеря.
В 1988 году Ирина Флиге вступила в ещё незарегистрированную правозащитную организацию «Мемориал», а с 1991 года стала его сотрудницей. В 1998 году она была избрана членом правления Санкт-Петербургского «Мемориала», а с 2002 года — директором. В этом же году выступила инициатором установки Соловецкого каменя в Санкт-Петербурге.
В 1997 году Ирина Флиге и Вениамин Иофе вместе с Юрием Дмитриевым обнаружили место массовых расстрелов времен Большого террора «Сандармох». В 2019 году вышла книга Ирины Флиге «Сандормох. Драматургия смыслов», являющаяся одним из важнейших трудов по истории данного места расстрелов.
В 2019 году Ирину Флиге исключили из президентской рабочей группы по увековечиванию памяти жертв политических репрессий.
В ноябре 2023 года, когда в Интерьерном театре Ирина проводила презентацию своей изданной в 2019 году книги «Сандормох: драматургия смыслов», явилась полиция и прервала презентацию. Полицейские взяли объяснения у участников презентации, переписали данные собравшихся и изъяли одну книгу для проверки. В марте 2024 года Ирина Флиге была привлечена к административной ответственности по статье о «дискредитации использования Вооружённых Сил» и на нее был наложен штраф в размере 45 тыс. рублей. 

## Награды
- Офицер ордена Заслуг перед Республикой Польша (17 декабря 2009 года, Польша)[8].